# 枕崎市立枕崎中学校
枕崎市立枕崎中学校（まくらざきしりつまくらざきちゅうがっこう 英語: Makurazaki Junior High School）は、鹿児島県枕崎市桜木町にある市立中学校。

## 概要
- 現在の生徒数は、260人。（平成26年5月1日現在）
- 1994年度（平成6年度）に、立神中学校が新設されたことにより学校分離した。

## 沿革
- 1947年（昭和22年） - 枕崎町立枕崎中学校として開校。
- 1949年（昭和24年） - 枕崎町が市制施行し枕崎市となったのに伴い、枕崎市立枕崎中学校に改称。
- 1994年（平成6年） - 校区の一部を枕崎市立立神中学校に分離。

## 著名な出身者
- 36代木村庄之助（大相撲の立行司）[1]